# Eois pyrauges
Eois pyrauges är en fjärilsart som beskrevs av Louis Beethoven Prout 1927. Eois pyrauges ingår i släktet Eois och familjen mätare. Inga underarter finns listade i Catalogue of Life.